# Bernard de Dryver

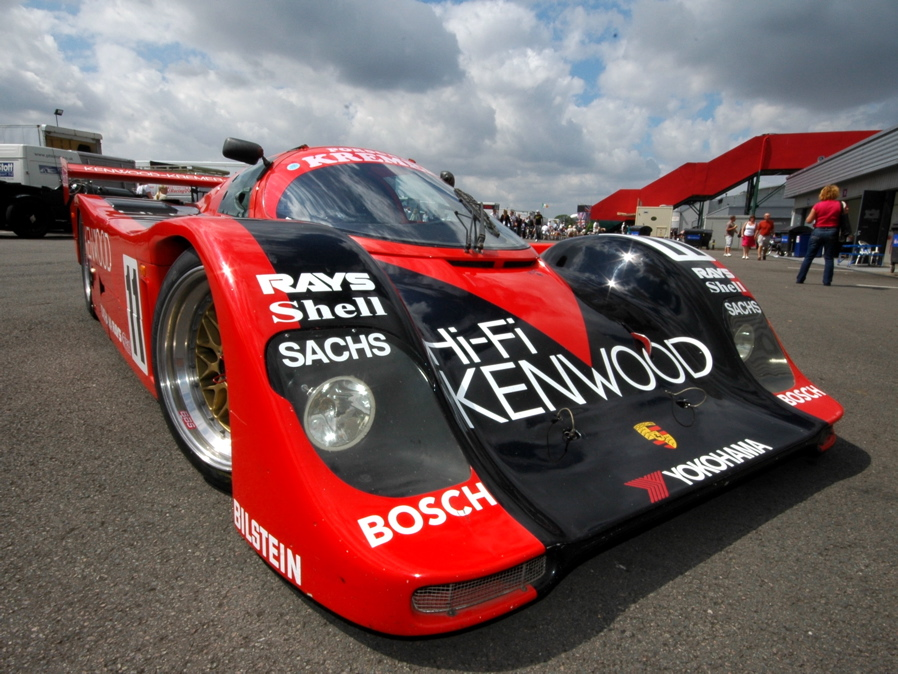
Der Kremer-Porsche 962CK6 mit der Startnummer 11; Bernard de Dryver, Patrick Gonin und Philippe Alliot wurden mit diesem Wagen 1990 in Le Mans 16. in der Gesamtwertung

Bernard Philippe Franck de Dryver (* 19. September 1952 in Brüssel) ist ein ehemaliger belgischer Automobilrennfahrer.

## Anfänge im Motorsport
Bernard de Dryver begann seine Karriere in den frühen 1970er-Jahren bei nationalen Formel-Ford-Rennen in Belgien. Seine ersten internationalen Rennen bestritt er 1975, als er in die Formel-2-Europameisterschaft einstieg. Obwohl der Belgier noch wenige Erfolge vorzuweisen hatte, versuchte er 1977 in die Formel-1-Weltmeisterschaft einzusteigen. 

## In der Formel 1
Das 1977 vom britischen Rennfahrer Brian Henton und dem Journalisten Don Shaw gegründete British Formula One Racing Team hatte für den Großen Preis von Belgien ein Cockpit frei. De Dryver gelang es, die notwendigen Sponsorengelder beizubringen, und er versuchte sich mit dem March 761 für das Rennen zu qualifizieren. Im Qualifikationstraining verpasste er die Rennteilnahme um knapp eine Sekunde. Ein Jahr später meldete ihn das finanzschwache Team Ensign Racing zum Großen Preis von Belgien 1978 für sein zweites Auto neben Jacky Ickx. Das Team zog die Meldung vor dem Beginn des Trainings aber zurück. Einer Quelle zufolge fiel die Entscheidung nach einer Intervention Bernie Ecclestones.
1979 bestritt er eine komplette Saison in der Britischen Formel-1-Meisterschaft. Auf einem Fittipaldi F5A beendete er die Meisterschaft hinter Rupert Keegan, Dave Kennedy und Emilio de Villota als Gesamtvierter.

## Lange Karriere im Sportwagensport
Nach den teilweise erfolglosen Versuchen bei Monopostorennen wandte sich der Belgier Ende der 1970er-Jahre dem Sportwagensport zu. Bis zu seinem Rücktritt 2008 war er bei fast allen großen europäischen Sportwagenrennen am Start. 1983 wurde er Gesamtvierter beim 24-Stunden-Rennen von Spa-Francorchamps und 1987 dort Dritter.
Seinen größten internationalen Erfolg feierte er 1987 mit dem zweiten Gesamtrang beim 24-Stunden-Rennen von Le Mans.

## Statistik

### Le-Mans-Ergebnisse
| Jahr | Team                            | Fahrzeug         | Teamkollege               | Teamkollege     | Teamkollege | Platzierung     | Ausfallgrund |
| ---- | ------------------------------- | ---------------- | ------------------------- | --------------- | ----------- | --------------- | ------------ |
| 1979 | Jean Blaton                     | Ferrari 512BB/LM | Nick Faure                | Steve O’Rourke  | Jean Blaton | Rang 12         |              |
| 1982 | Bussi Team                      | Rondeau M382     | Pascal Witmeur            | Christian Bussi |             | Rang 15         |              |
| 1983 | Primagaz                        | Rondeau M382     | Lucien Guitteny           | Pierre Yver     |             | Disqualifiziert |              |
| 1984 | Primagaz                        | Rondeau M382     | Pierre-François Rousselot | Pierre Yver     |             | Ausfall         | Elektrik     |
| 1985 | Cheetah Automobiles Switzerland | Cheetah G604     | Claude Bourgoignie        | John Cooper     |             | Ausfall         | Unfall       |
| 1987 | Primagaz Compétition            | Porsche 962C     | Jürgen Lässig             | Pierre Yver     |             | Rang 2          |              |
| 1988 | Noël del Bello Racing           | Sauber C8        | Noël del Bello            | Bernard Santal  |             | Ausfall         | Motorschaden |
| 1989 | Courage Compétition             | Cougar C22LM     | Patrick Gonin             | Bernard Santal  |             | Ausfall         | Elektrik     |
| 1990 | Porsche Kremer Racing           | Porsche 962CK6   | Patrick Gonin             | Philippe Alliot |             | Rang 16         |              |

### Einzelergebnisse in der Sportwagen-Weltmeisterschaft
| Saison | Team                            | Rennwagen                    | 1   | 2   | 3   | 4   | 5   | 6   | 7   | 8   | 9   | 10  | 11  | 12  | 13  | 14  | 15  | 16  | 17  |
| ------ | ------------------------------- | ---------------------------- | --- | --- | --- | --- | --- | --- | --- | --- | --- | --- | --- | --- | --- | --- | --- | --- | --- |
| 1979   | Jean Blaton                     | Ferrari 512 BB               | DAY | SEB | MUG | TAL | DIJ | RIV | SIL | NÜR | LEM | PER | DAY | WAT | SPA | BRH | ROA | VAL | ELS |
| 1979   | Jean Blaton                     | Ferrari 512 BB               |     |     |     |     |     | 12  |     |     |     |     |     |     |     |     |     |     |     |
| 1980   | TWR Mazda                       | Mazda RX-7                   | DAY | BRH | SEB | MUG | MON | RIV | SIL | NÜR | LEM | DAY | WAT | SPA | MOS | ROA | VAL | DIJ |     |
| 1980   | TWR Mazda                       | Mazda RX-7                   |     |     |     |     |     |     |     |     | 22  |     |     |     |     |     |     |     |     |
| 1982   | Dorset Racing Bussi Team        | De Cadenet Lola Rondeau M382 | MON | SIL | NÜR | LEM | SPA | MUG | FUJ | BRH |     |     |     |     |     |     |     |     |     |
| 1982   | Dorset Racing Bussi Team        | De Cadenet Lola Rondeau M382 |     | DNF |     | 15  | 13  |     |     |     |     |     |     |     |     |     |     |     |     |
| 1983   | Primagaz                        | Rondeau M382                 | MON | SIL | NÜR | LEM | SPA | FUJ | KYA |     |     |     |     |     |     |     |     |     |     |
| 1983   | Primagaz                        | Rondeau M382                 | DNF |     |     |     |     |     |     |     |     |     |     |     |     |     |     |     |     |
| 1984   | Pierre Yver Cheetah Compétition | Rondeau M382 Cheetah G604    | MON | SIL | LEM | NÜR | BRH | MOS | SPA | IMO | FUJ | KYA | SAN |     |     |     |     |     |     |
| 1984   | Pierre Yver Cheetah Compétition | Rondeau M382 Cheetah G604    | 7   | 13  | DNF |     |     |     | DNF |     |     |     |     |     |     |     |     |     |     |
| 1985   | Cheetah Automobiles             | Cheetah G604                 | MUG | MON | SIL | LEM | HOK | MOS | SPA | BRH | FUJ | SEL |     |     |     |     |     |     |     |
| 1985   | Cheetah Automobiles             | Cheetah G604                 | DNF | DNF |     | DNF |     |     | 10  | DNF | DNF |     |     |     |     |     |     |     |     |
| 1987   | Primagaz                        | Porsche 962                  | JAR | JER | MON | SIL | LEM | NÜN | BRH | NÜR | SPA | FUJ |     |     |     |     |     |     |     |
| 1987   | Primagaz                        | Porsche 962                  |     |     |     |     | 2   | 7   | 9   |     |     |     |     |     |     |     |     |     |     |
| 1988   | del Bello Racing                | Sauber C8                    | JER | JAR | MON | SIL | LEM | BRÜ | BRH | NÜR | SPA | FUJ | SAN |     |     |     |     |     |     |
| 1988   | del Bello Racing                | Sauber C8                    |     | DNF |     |     |     |     |     |     |     |     |     |     |     |     |     |     |     |
| 1989   | Courage Compétition             | Cougar C22                   | SUZ | DIJ | JAR | BRH | NÜR | DON | SPA | MEX |     |     |     |     |     |     |     |     |     |
| 1989   | Courage Compétition             | Cougar C22                   | 9   |     |     |     |     |     |     |     |     |     |     |     |     |     |     |     |     |